# Richard Bennett Lamas
Richard James Bennett Lamas, o simplemente Richard Bennett (Montevideo, 25 de abril de 1968) es un historietista, ilustrador y exdibujante uruguayo. En 1990 emigró a los Estados Unidos para estudiar la carrera de dibujante de historietas en la Universidad de Artes de Los Ángeles, ciudad en la que vive hasta el día de hoy.
Se ha desempeñado como guionista gráfico para editoriales de la industria como Image, WildStorm o Marvel, para en directores como Christopher Nolan o David Fincher, y para películas como Alien vs. Predator (2004), 300 (2006), Misión imposible: Protocolo fantasma (2011) o Tenet (2020).

## Biografía
Bennett nació el 25 de abril de 1968 en Montevideo, Uruguay. Desde pequeño le fascinaba dibujar, tanto que cuando no encontraba hojas limpias, tomaba los espacios vacíos de revistas que su madre, una modista, usaba como referencias. Cuenta también que lo que más le molestaba era que durante el verano sus amigos lo llamaban para jugar fútbol cuando él se la pasaba dibujando.
Durante los años 1980 soñaba convertirse en historietista, pero dada la dificultad de vivir de dicho oficio en ese país, decidió emigrar a los Estados Unidos en el año 1990. Allí trabajó en la ya desaparecida editorial independiente Continuity Comics.

## Trabajos como guionista gráfico
- Alien vs. Predator (2004)
- 300 (2006)
- Zodiac (2007)
- El curioso caso de Benjamin Button (2008)
- The social network (2010)
- Misión imposible: Protocolo fantasma (2011)
- The Avengers (2012)
- Captain America: The Winter Soilder (2014)
- Dunkerque (2017)
- Captain America: Civil War (2018)
- Avengers: Endgame (2018)
- Bumblebee (2018)
- Avengers: Infinity War (2019)
- Lovecraft Country (2020)
- Tenet (2020)